# Conservatoire national des arts et métiers
Conservatoire national des arts et métiers, fondată în 1794, este o universitate tehnică de stat din Paris (Franța).

## Secții
- Masterat

Domenii: Inginerie, management, științe sociale și umaniste
- Doctorat

Domenii: Inginerie mecanică, Inginerie civilă, Inginerie electrică, Automatică, Tehnologia informației, Procesare de semnal, Microelectronică, Nanotehnologie, Acustică, Telecomunicații
- MOOC[2]

## Profesori de vază
- Serge Haroche, fizician francez, laureat al Premiului Nobel pentru Fizică în 2012
- Alexandru Ion Herlea, inginer, profesor universitar român și francez
- Maria Niculescu, economist

## Absolvenți celebri
- Victor Negrescu, politician român